# Liste des sous-marins de la Suède
La liste des sous-marins de la Suède rassemble les sous-marins commandés ou exploités par la marine royale suédoise au fil des ans.

## Navires en service actif
classe Gotland (1992-1997)
- HMS Gotland[Note 1],[2]
- HMS Halland
- HMS Uppland

classe Västergötland (1983-1990)
- HMS Västergötland
- HMS Hälsingland

classe Södermanland (2003-2004)
- HMS Södermanland anciennement de classe Västergötland
- HMS Östergötland anciennement de classe Västergötland[4]

### Véhicule de sauvetage en immersion profonde
- URF[5],[6]

## Navires retirés du service
classe Svärdfisken
- HMS Svärdfisken (1914), radié en 1936, démoli en 1946
- HMS Tumlaren (1914), radié en 1936, démoli en 1946

classe Laxen
- HMS Laxen (1914), radié en 1935
- HMS Gäddan (1915), radié en 1931

classe Abborren
- HMS Abborren (1916), radié en 1937
- HMS Braxen (1916), radié en 1937

classe Hajen
- HMS Hajen (1917), radié en 1943, démoli en 1944
- HMS Sälen (1918), radié en 1942, démoli en 1946
- HMS Valrossen (1918), radié en 1943, démoli en 1944

classe Bävern
- HMS Bävern (1921), radié en 1944, démoli en 1956
- HMS Illern (1921), coulé en 1943, renfloué, démoli en 1944
- HMS Uttern (1921), radié en 1944, démoli

classe Valen
- HMS Valen (1925), radié en 1944

classe Draken
- HMS Draken (1926), radié en 1948
- HMS Gripen (1928), radié en 1947
- HMS Ulven (1930), radié en 1943

classe Delfinen
- HMS Delfinen (1934), vendu en 1957, démoli
- HMS Nordkaparen (1935), vendu en 1958, démoli
- HMS Springaren (1935), vendu en 1956, démoli

classe Sjölejonet
- HMS Sjölejonet (1936), radié en 1959
- HMS Sjöbjörnen (1938), radié en 1964
- HMS Sjöhunden (1938), radié en 1960
- HMS Svärdfisken (1940), radié en 1959
- HMS Tumlaren (1940), radié en 1964
- HMS Dykaren, radié en 1959
- HMS Sjöhästen (1940), radié en 1963
- HMS Sjöormen (1941), radié en 1964
- HMS Sjöborren, radié en 1959

classe Neptun
- HMS Neptun (1942), radié en 1966
- HMS Najad (1942), radié en 1966
- HMS Näcken (1942), radié en 1966

classe Kust (1941-1944),
- HMS U1 (1941), radié en 1960
- HMS U2 (1942), radié en 1960
- HMS U3 (1942), radié en 1964
- HMS U4 (1943), reconstruit sous le nom de sous-marin d’attaque HMS Forellen, radié en 1970
- HMS U5 (1943), reconstruit sous le nom de sous-marin d’attaque HMS Aborren, radié en 1976
- HMS U6 (1943), reconstruit sous le nom de sous-marin d’attaque HMS Siken, radié en 1975
- HMS U7 (1943), reconstruit sous le nom de sous-marin d’attaque HMS Gäddan, radié en 1973
- HMS U8 (1944), reconstruit sous le nom de sous-marin d’attaque HMS Laxen, radié en 1976
- HMS U9 (1944), reconstruit sous le nom de sous-marin d’attaque HMS Makrillen, radié en 1976

classe Hajen (1954-1958)
- HMS Hajen (1954)
- HMS Sälen (1955)
- HMS Valen (1955)
- HMS Bävern (1958)
- HMS Illern (1957)
- HMS Uttern (1958)

classe Draken (1960-1961)
- HMS Draken (1960)
- HMS Gripen (1960)
- HMS Vargen (1960)
- HMS Delfinen (1961)
- HMS Nordkaparen (1961)
- HMS Springaren (1961)

classe Sjöormen (1967-1968)
- HMS Sjöormen (1967)
- HMS Sjölejonet (1967)
- HMS Sjöhunden (1968)
- HMS Sjöbjörnen (1968)
- HMS Sjöhästen (1968)

classe Näcken (1978-1979)
- HMS Näcken (1978)
- HMS Najad (1979)
- HMS Neptun (1979)

### Autres
- HMS Hajen (1904), radié en 1922[22]
- HMS Hvalen, coulé comme cible en 1924[23]
- HMS Delfinen (1914), radié en 1930[24]
- HMS Spiggen (1958)[25]
- HMS Spiggen (1990)[26]